# THE Operating system
Ne doit pas être confondu avec The Operating System.
Le système THE, créé dans les années 1960 à l'université d'Eindhoven sous la houlette d'Edsger Dijkstra, a représenté une première tentative de créer un système d'exploitation conçu sur des superpositions de niveaux d'abstraction nettement séparés.
Par exemple le premier niveau d'abstraction consistait à masquer les interruptions de l'horloge, afin que les niveaux supérieurs n'aient plus à s'en préoccuper. Dijkstra explique dans son article que celle-ci était si bien masquée que les programmeurs du système avaient fini par oublier jusqu'à son existence et s'interrogeaient sur la façon de chronométrer des opérations internes.